# Tour of Hainan 2025
Il Tour of Hainan 2025, sedicesima edizione della corsa e valevole come sedicesima prova dell'UCI ProSeries 2025 categoria 2.Pro, si svolse in cinque tappe dal 7 all'11 aprile 2025 su un percorso di 854,64 km, con partenza da Qionghai ed arrivo a Sanya, nella provincia cinese di Hainan. La vittoria fu appannaggio dell'ucraino Kyrylo Carenko, il quale completò il percorso in 19h28'45", precedendo il rumeno Cristian Raileanu ed il neozelandese Aaron Gate.

## Tappe
| Tappa  | Data      | Percorso            | km     | Vincitore di tappa | Leader cl. generale |
| ------ | --------- | ------------------- | ------ | ------------------ | ------------------- |
| 1ª     | 7 aprile  | Qionghai > Qionghai | 90,34  | Matteo Malucelli   | Matteo Malucelli    |
| 2ª     | 8 aprile  | Qionghai > Lingshui | 178,1  | Dušan Rajović      | Norman Vahtra       |
| 3ª     | 9 aprile  | Lingshui > Baoting  | 212,6  | Kyrylo Carenko     | Kyrylo Carenko      |
| 4ª     | 10 aprile | Baoting > Dongfang  | 190,8  | Aaron Gate         | Kyrylo Carenko      |
| 5ª     | 11 aprile | Dongfang > Sanya    | 182,8  | Alexander Salby    | Kyrylo Carenko      |
| Totale | Totale    | Totale              | 854,64 |                    |                     |

## Squadre e ciclisti partecipanti
| N.    | Cod. | Squadra                    |
| ----- | ---- | -------------------------- |
| 1-7   | XAT  | XDS Astana Team            |
| 11-17 | BBH  | Burgos-Burpellet-BH        |
| 21-26 | EUS  | Euskaltel-Euskadi          |
| 31-36 | PTV  | Team Polti VisitMalta      |
| 41-47 | TFT  | Solution Tech Vini Fantini |
| 51-57 | CBW  | CCACHE x BODYWRAP          |
| 61-66 | MED  | Team Medellín-EPM          |
| 71-77 | PHV  | Parkhotel Valkenburg       |
| 81-87 | QPT  | Quick Pro Team             |
| 91-97 | ROI  | Roojai Insurance           |

| N.      | Cod. | Squadra                  |
| ------- | ---- | ------------------------ |
| 101-107 | STG  | St George Continental CT |
| 111-117 | TSG  | Terengganu Cycling Team  |
| 121-127 | BDR  | Bodywrap LTwoo CT        |
| 131-137 | CDT  | Chengdu DYC Cycling Team |
| 141-147 | CGC  | China Glory-Mentech      |
| 151-157 | FNX  | FNIX-SCOM-Hengxiang      |
| 161-167 | HST  | Huansheng-Vonoa-Taishan  |
| 171-177 | KSZ  | Shenzhen Kung CT         |
| 181-187 | LNS  | Li Ning Star             |
| 191-197 | WZS  | Wuzhishan SCOM MVMT      |

## Dettagli delle tappe

### 1ª tappa
- 7 aprile: Qionghai > Qionghai – 90,34 km

Risultati
| Pos. | Corridore        | Squadra      | Tempo    |
| ---- | ---------------- | ------------ | -------- |
| 1    | Matteo Malucelli | XDS          | 1h51'12" |
| 2    | Norman Vahtra    | China Glory  | s.t.     |
| 3    | Alexander Salby  | Li Ning Star | s.t.     |

| Pos. | Corridore        | Squadra      | Tempo    |
| ---- | ---------------- | ------------ | -------- |
| 1    | Matteo Malucelli | XDS          | 1h51'02" |
| 2    | Norman Vahtra    | China Glory  | a 4"     |
| 3    | Alexander Salby  | Li Ning Star | a 6"     |

### 2ª tappa
- 8 aprile: Qionghai > Lingshui – 178,1 km

Risultati
| Pos. | Corridore        | Squadra       | Tempo    |
| ---- | ---------------- | ------------- | -------- |
| 1    | Dušan Rajović    | Solution Tech | 3h55'46" |
| 2    | Luis Carlos Chía | Huansheng     | s.t.     |
| 3    | Norman Vahtra    | China Glory   | s.t.     |

| Pos. | Corridore        | Squadra       | Tempo    |
| ---- | ---------------- | ------------- | -------- |
| 1    | Norman Vahtra    | China Glory   | 5h46'48" |
| 2    | Matteo Malucelli | XDS           | s.t.     |
| 3    | Dušan Rajović    | Solution Tech | s.t.     |

### 3ª tappa
- 9 aprile: Lingshui > Baoting – 212,6 km

Risultati
| Pos. | Corridore         | Squadra       | Tempo    |
| ---- | ----------------- | ------------- | -------- |
| 1    | Kyrylo Carenko    | Solution Tech | 5h14'20" |
| 2    | Cristian Raileanu | Li Ning Star  | s.t.     |
| 3    | Henok Mulubrhan   | XDS           | a 47"    |

| Pos. | Corridore         | Squadra       | Tempo     |
| ---- | ----------------- | ------------- | --------- |
| 1    | Kyrylo Carenko    | Solution Tech | 11h01'08" |
| 2    | Cristian Raileanu | Li Ning Star  | a 4"      |
| 3    | Nils Sinschek     | Parkhotel     | a 50"     |

### 4ª tappa
- 10 aprile: Baoting > Dongfang – 190,8 km

Risultati
| Pos. | Corridore        | Squadra     | Tempo    |
| ---- | ---------------- | ----------- | -------- |
| 1    | Aaron Gate       | XDS         | 4h09'31" |
| 2    | Petr Rikunov     | Chengdu DYC | s.t.     |
| 3    | Luis Carlos Chía | Huansheng   | a 3"     |

| Pos. | Corridore         | Squadra       | Tempo    |
| ---- | ----------------- | ------------- | -------- |
| 1    | Kyrylo Carenko    | Solution Tech | 1510'42" |
| 2    | Cristian Raileanu | Li Ning Star  | a 4"     |
| 3    | Aaron Gate        | XDS           | a 41"    |

### 5ª tappa
- 11 aprile: Dongfang > Sanya – 182,8 km

Risultati
| Pos. | Corridore        | Squadra      | Tempo    |
| ---- | ---------------- | ------------ | -------- |
| 1    | Alexander Salby  | Li Ning Star | 4h18'03" |
| 2    | Manuel Peñalver  | Polti        | s.t.     |
| 3    | Matteo Malucelli | XDS          | s.t.     |

| Pos. | Corridore         | Squadra       | Tempo     |
| ---- | ----------------- | ------------- | --------- |
| 1    | Kyrylo Carenko    | Solution Tech | 19h28'45" |
| 2    | Cristian Raileanu | Li Ning Star  | a 4"      |
| 3    | Aaron Gate        | XDS           | a 40"     |

## Classifiche finali

### Classifica generale - Maglia gialla
| Pos. | Corridore         | Squadra       | Tempo     |
| ---- | ----------------- | ------------- | --------- |
| 1    | Kyrylo Carenko    | Solution Tech | 19h28'45" |
| 2    | Cristian Raileanu | Li Ning Star  | a 4"      |
| 3    | Aaron Gate        | XDS           | a 40"     |
| 4    | Henok Mulubrhan   | XDS           | a 46"     |
| 5    | Luis Carlos Chía  | Huansheng     | a 47"     |
| 6    | Pëtr Rikunov      | Chengdu DYC   | a 48"     |
| 7    | Cyrus Monk        | FNIX          | a 50"     |
| 8    | Nils Sinschek     | Parkhotel     | s.t.      |
| 9    | Xabier Berasategi | Euskaltel     | a 51"     |
| 10   | Óscar Sevilla     | Medellín      | a 52"     |

### Classifica a punti - Maglia verde
| Pos. | Corridore         | Squadra     | Punti |
| ---- | ----------------- | ----------- | ----- |
| 1    | Xabier Berasategi | Euskaltel   | 49    |
| 2    | Luis Carlos Chía  | Huansheng   | 46    |
| 3    | Aaron Gate        | XDS         | 45    |
| 4    | Matteo Malucelli  | XDS         | 42    |
| 5    | Norman Vahtra     | China Glory | 38    |

### Classifica scalatori - Maglia a pois
| Pos. | Corridore        | Squadra      | Punti |
| ---- | ---------------- | ------------ | ----- |
| 1    | Nils Sinschek    | Parkhotel    | 40    |
| 2    | Óscar Sevilla    | Medellín     | 35    |
| 3    | Adne van Engelen | Terengganu   | 18    |
| 4    | Josh Kench       | Li Ning Star | 12    |
| 5    | Jon Agirre       | Euskaltel    | 12    |

### Classifica a squadre
| Pos. | Squadra               | Tempo     |
| ---- | --------------------- | --------- |
| 1    | Burgos-Burpellet-BH   | 58h29'06" |
| 2    | Team Polti VisitMalta | s.t.      |
| 3    | Euskaltel-Euskadi     | s.t.      |
| 4    | Parkhotel Valkenburg  | s.t.      |
| 5    | Team Medellín-EPM     | s.t.      |